# HMS Castor (1915)
Pour les autres navires du même nom, voir HMS Castor.
Le HMS Castor est un croiseur léger de classe C de la Royal Navy et l’une des quatre unités de sous-classe Cambrian. Il a servi pendant la Première Guerre mondiale et la guerre civile russe.

## Conception
Les croiseurs de classe C étaient destinés à escorter la flotte et à la défendre contre les destroyers ennemis qui tentaient de se rapprocher à portée de torpilles. Commandée dans le cadre du programme naval de 1914-1915, la sous-classe Cambrian était une version légèrement plus grande et améliorée de la sous-classe Calliope précédente. Elle était composée des HMS Champion et HMS Calliope, qui, à leur tour, étaient basés sur la sous-classe Caroline. Ils utilisaient la même coque que le HMS Caroline, mais avec deux cheminées et une épaisseur maximale de blindage de 4 pouces (102 mm) contre 3 pouces (76 mm) sur le HMS Caroline.
Les navires avaient une longueur totale de 135,9 m, avec un maître-bau de 12,6 m et un tirant d'eau moyen de 4,5 m. Leur déplacement était de 4 390 tonnes à la normale et de 4 876 tonnes à pleine charge . Ils étaient propulsés par quatre turbines à vapeur Parsons à propulsion directe, chacune entraînant un arbre d'hélice, qui produisaient un total de 40 000 ch (30 000 kW). Les turbines utilisaient de la vapeur produite par six chaudières Yarrow, ce qui donnait au navire une vitesse de 28,5 nœuds (52,8 km/h). Ils transportaient 854 tonnes de mazout. Les navires avaient un équipage de 368 officiers et autres grades.
Leur armement principal se composait de trois canons Mk XII de 6 pouces (152 mm) qui étaient montés dans l’axe du navire. Un canon était en avant du pont et les deux derniers étaient à l’arrière, avec un canon surplombant le canon arrière. L’armement secondaire se composait de six canons Mk IV QF de 4 pouces (102 mm), trois de chaque côté, une paire sur le gaillard d’avant et les deux autres paires un pont plus bas au milieu du navire. Pour la lutte antiaérienne, ils étaient équipés d’un QF 4 Mk V (102 mm). Les navires avaient également deux tubes lance-torpilles immergés de 21 pouces (533 mm), un sur chaque flanc. Les navires de sous-classe Cambrian étaient protégés par une ceinture blindée au milieu du navire dont l’épaisseur était de 1,5 à 3 pouces (38 à 76 mm) avec un pont blindé de 1 pouce (25 mm). Les murs de leur passerelle étaient de 6 pouces d’épaisseur.

## Carrière
Le Castor a été construit par Cammell Laird à Birkenhead, en Angleterre. Sa quille est posée le 28 octobre 1914, il est lancé le 28 juillet 1915 et achevé en novembre 1915.

### Première Guerre mondiale

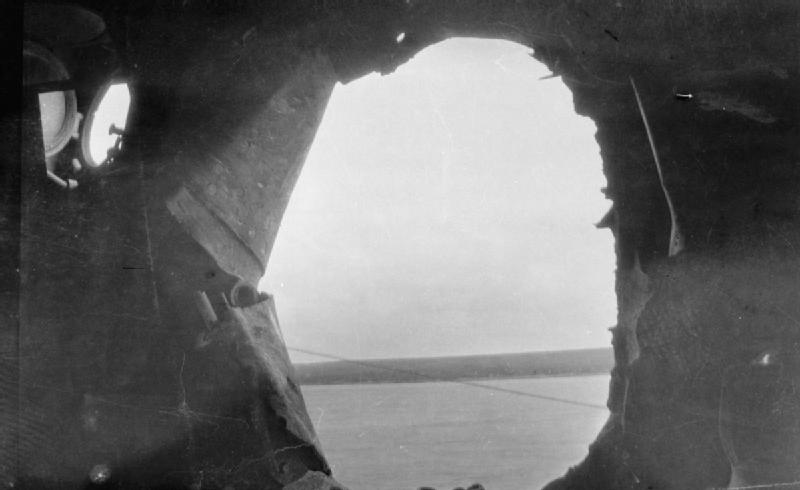
Grand trou d’obus sur le côté du Castor après la bataille du Jutland.

Mis en service en novembre 1915, le Castor est le navire amiral du Commodore (D), affecté à la 11e Flottille de destroyers de la Grand Fleet. Il a combattu dans la bataille du Jutland, durant laquelle il a été endommagé par des tirs allemands et a perdu 10 hommes.
Le 4 octobre 1917, le patrouilleur USS Rehoboth subit une voie d'eau incontrôlable dans sa coque alors qu’il patrouille au large de la France. L’équipage du Rehoboth a dû être évacué, et le Castor l’a coulé à coups de canon.

### Après-guerre
Après la Première Guerre mondiale, le Castor a servi en mer Noire de 1919 à 1920 pendant l’intervention britannique dans la guerre civile russe. En avril 1920, il est de nouveau mis en service au chantier naval de Chatham Dockyard pour servir dans la 2e Escadre de croiseurs légers de la flotte de l’Atlantique.
En 1921, le Castor rejoint les croiseurs légers HMS Caledon, Cordelia et Curacoa et les destroyers Vanquisher, Vectis, Venetia, Viceroy, Violent, Viscount, Winchelsea et Wolfhound dans une croisière en mer Baltique, au départ du Royaume-Uni le 31 août 1921. Les navires traversèrent la mer du Nord et traversèrent le canal de Kiel pour entrer dans la Baltique, où ils arrivèrent à Danzig dans la ville libre de Dantzig, à Memel dans la région de Klaipėda, à Liepāja en Lettonie, à Riga, toujours en Lettonie, à Tallinn en Estonie, à Helsinki en Finlande, à Stockholm en Suède, à Copenhague au Danemark, à Göteborg en Suède, et à Kristiania en Norvège, avant de re-traverser la mer du Nord et de terminer leur voyage à Port Edgar, en Écosse, le 15 octobre 1921.
Le Castor a patrouillé au large des côtes irlandaises en 1922 pendant la guerre civile irlandaise. Il a été affecté à l’école d’artillerie de Portsmouth de 1923 à 1924, puis a été dans la réserve de Nore de 1924 à 1925.
Le Castor a subi un réaménagement de novembre 1925 à septembre 1926, puis il a commencé à transporter des troupes en Chine en octobre 1927. Il est de nouveau mis en service à Devonport en juin 1928 pour servir à la China Station. Il entra dans la réserve de Devonport en juillet 1930, puis fut déclassé en mai 1935.

### Élimination
Le Castor fut vendu le 30 juillet 1936 pour démolition et arriva au chantier du démolisseur à Rosyth en août 1936.